# Fulgoromorpha
Fulgoromorpha je infrared insekata u podredu Auchenorrhyncha, grupa koja premašuje 12.500 opisanih vrsta širom sveta. Ime potiče od njihove izuzetne sličnosti s lišćem i drugim biljkama iz njihove okoline i što često „skakuću” radi brzog transporta na sličan način kao skakavci. Međutim, oni generalno hodaju vrlo sporo. Rasprostranjeni po celom svetu, svi članovi ove grupe hrane se biljkama, iako se malo njih smatra štetočinama. Infrared sadrži samo jednu nadporodicu, Fulgoroidea. Oni se najpouzdanije razlikuju od ostalih Auchenorrhyncha po dve karakteristike; bifurkatna (u obliku slova „Y”) analna vena na prednjem krilu, i zadebljane, trosegmentne antene, s generalno okruglim ili jajolikim drugim segmentom (pedicelom) koji nosi finu filamentoznu aristu.

## Literatura
- Wilson, Stephen W. (2005). „Keys To The Families Of Fulgoromorpha with emphasis on planthoppers of potential economic importance in the southeastern United States (Hemiptera: Auchenorrhyncha)” (PDF). Florida Entomologist. 88 (4): 4. doi:10.1653/0015-4040(2005)88[464:KTTFOF]2.0.CO;2 . Архивирано из оригинала (PDF) 2010-12-06. г.
- Bourgoin T. 1996-2015. FLOW (Fulgoromorpha Lists on The Web): a world knowledge base dedicated to Fulgoromorpha. https://web.archive.org/web/20140111091457/http://www.hemiptera-databases.org/flow/
- Larivière, M.-C.; Fletcher, M.J.; Larochelle, A. 2010: Auchenorrhyncha (Insecta: Hemiptera): catalogue.Fauna of New Zealand, (63)
- Swzedo J.; Bourgoin T.; Lefèbvre, F. 2004: An annotated catalogue of Fulgoromorpha, :37–137. In: Fossil Planthoppers (Hemiptera: Fulgoromorpha) of the world. An annotated catalogue with notes on Hemiptera classification. Swzedo, J., Th. Bourgoin & F. Lefèbvre. J. Swzedo edt., Warsaw 2004, 199 pp + 8 pl.

## Spoljašnje veze
- Metcalfa pruinosa, citrus flatid planthopper on the University of Florida/IFAS Featured Creatures website
- Ormenaria rufifascia, a flatid planthopper on the University of Florida/Institute of Food and Agricultural Sciences Featured Creatures website